# Coppa Agostoni 1996
La Coppa Agostoni 1996, cinquantesima edizione della corsa, si svolse il 20 agosto 1996 su un percorso di 207 km. La vittoria fu appannaggio dell'italiano Filippo Casagrande, che completò il percorso in 5h01'21", precedendo i connazionali Alberto Elli e il russolettone Pëtr Ugrjumov.

## Ordine d'arrivo (Top 10)
| Pos. | Corridore            | Squadra               | Tempo    |
| ---- | -------------------- | --------------------- | -------- |
| 1    | Filippo Casagrande   | Scrigno-Blue Storm    | 5h01'21" |
| 2    | Alberto Elli         | MG Boys Maglificio-T. | s.t.     |
| 3    | Pëtr Ugrjumov        | Roslotto-ZG Mobili    | s.t.     |
| 4    | Francesco Casagrande | Saeco-Estro           | s.t.     |
| 5    | Frank Vandenbroucke  | Mapei-GB              | s.t.     |
| 6    | Angelo Citracca      | Ideal-Aster Lichy     | s.t.     |
| 7    | Massimo Podenzana    | Carrera-Longoni Sport | s.t.     |
| 8    | Massimo Donati       | Saeco-Estro           | a 5"     |
| 9    | Carlo Finco          | MG Boys Maglificio-T. | a 24"    |
| 10   | Roberto Pistore      | MG Boys Maglificio-T. | s.t.     |